# ريكاردو بيريز دي زابالزا غويتري
ريكاردو بيريز دي زابالزا غويتري (بالإسبانية: Ricardo Pérez de Zabalza Goytre) (مواليد 14 أبريل 1977 في مدريد - إسبانيا) لاعب كرة قدم إسباني يلعب حاليا لصالح نادي الدرجة الأولى تينيريفي الإسباني منذ 2008 في مركز الوسط المدافع كما يجيد اللعب في مركز الوسط المهاجم .

## روابط خارجية
- ريكاردو بيريز دي زابالزا غويتري على موقع قاعدة بيانات كرة القدم.إي يو (الإنجليزية)
- ريكاردو بيريز دي زابالزا غويتري على موقع Soccerway.com (الإنجليزية)